# 22944 Sarahmarzen
22944 Sarahmarzen (1999 TB216) là một tiểu hành tinh vành đai chính được phát hiện ngày 15 tháng 10 năm 1999 bởi nhóm nghiên cứu tiểu hành tinh gần Trái Đất phòng thí nghiệm Lincoln ở Socorro.